# 25 до н. е.

## Події
- 25 — Консули: Імператор Цезар Август (8-й раз) та Марк Юній Сілан .
- 25 — шлюб Марка Клавдія Марцелла (42—23), сина Октавії, сестри Августа і Юлії, дочки Августа.
- 25 — приєднання Західної Мавританії до Риму. Вбивство Амінти, царя Галатії. Приєднання Галатії, Лікаонії і Пісідії до Риму. Август дарує Херсонесу «свободу» від Боспорського царства.
- 25 до н. е. — подорож Страбона до Єгипту.
- Юба II поставлений Августом Октавіаном королем Мавретанії.

## Народились
- Авл Корнелій Цельс  — видатний давньоримський науковець, теоретик медицини часів імператорів Августа та Тіберія.
- Луцій Сей Туберон — політичний та військовий діяч ранньої Римської імперії.

## Померли
- Корнелій Непот — давньоримський історик-анналіст.